# Мовчан, Людмила Владимировна
Людмила Владимировна Мовчан (урожд. Коркина; род. 1950, Омск) — советская и российская артистка балета, педагог, народная артистка РСФСР (1984).

## Биография
Людмила Владимировна Коркина (Мовчан) родилась в 1950 году в Омске. Будучи школьницей, участвовала в самидеятельности. В 16 лет была приглашена М. Годенко в Красноярский ансамбль ансамбля танца Сибири (ныне им. М. С. Годенко), где танцевала 23 года. Затем выступала солисткой балета «Москва». Была артисткой Москонцерта.
В 1979 году окончила Московский государственный институт культуры по специальности «режиссура театрализованных праздников». 
С 1989 года была артисткой балета солисткой Московского академического театра танца «Гжель». В 2006—2013 годах служила также режиссёром-постановщиком ансамбля.
Работает в должности профессора на кафедре режиссуры театрализованных представлений Московского государственного института культуры. Преподаёт на кафедре искусства хореографа в Институте славянской культуре РГУ им. А. Н. Косыгина, профессор ВАК.

## Премии и награды
- Заслуженная артистка РСФСР (11.08.1978), указ №880
- Народная артистка РСФСР (14.09.1984).
- Орден Дружбы (2001).
- Премия Правительства Российской Федерации в области культуры (№ 1952-р от 24.12.2008).
- Приз журнала «Балет» «Душа танца» в номинации «Звезда народного танца».